# Route régionale 109 (Maroc)
Pour les articles homonymes, voir Route 109.
La route régionale 109 ou 109, est une route régionale marocaine reliant Tarfaya à El Marsa, près de Laâyoune, sur 113 km. Elle dédouble la N1, en passant par la côte. 

## Description
La R109 a été inauguré entre 2011 et 2015. La route est en 2x1 voies sur l'essentiel de son parcours, hormis la section entre la sortie du caïdat de Tah et l'entrée de Foum El Oued, sur près de 30km, qui est constitué d'une seul voie large.
Les paysages sur cette route varient entre falaises sur l'océan Atlantique d'un côté, et désert du Sahara de l'autre.

## Itinéraire
| 109 Route régionale 109 |                                                        |        |        |                      |                         |
| Type                    | Indication                                             | ↓km↓   | ↑km↑   | Provinces            | Région                  |
| Tarfaya                 | Tarfaya                                                | 0 km   | 113 km | Province de Tarfaya  | Laâyoune-Sakia El Hamra |
|                         | Intersection avec la 109A : Tan-Tan / Agadir           | 0 km   | 113 km | Province de Tarfaya  | Laâyoune-Sakia El Hamra |
|                         | Intersection avec la 109A : Tah / Laâyoune via N1      | 0 km   | 113 km | Province de Tarfaya  | Laâyoune-Sakia El Hamra |
|                         | Épave ferry Assalama                                   | 3 km   | 110 km | Province de Tarfaya  | Laâyoune-Sakia El Hamra |
|                         | Oued Seguiet El Hamra                                  | 96 km  | 17 km  | Province de Laâyoune | Laâyoune-Sakia El Hamra |
|                         | Intersection : Laâyoune                                | 101 km | 12 km  | Province de Laâyoune | Laâyoune-Sakia El Hamra |
| Foum El Oued            | Foum El Oued                                           | 104 km | 9 km   | Province de Laâyoune | Laâyoune-Sakia El Hamra |
| El Marsa                | El Marsa                                               | 113 km | 0 km   | Province de Laâyoune | Laâyoune-Sakia El Hamra |
|                         | Intersection avec la N1 : Laâyoune / Boujdour / Dakhla | 113 km | 0 km   | Province de Laâyoune | Laâyoune-Sakia El Hamra |